# Bola de ternera
La bola de ternera o bola de buey es una receta típica del sur de China y las comunidades chinas extranjeras. Como sugiere el nombre, la bola se hace de carne de ternera que ha sido finamente triturada. Es fácilmente distinguible de la bola de pescado debido a que tiene un color más oscuro. Otra característica son los trocitos de tendón en cada bola que se disuelven cuando se cocinan prolongadamente.

## Producción
Casi todas las albóndigas (de cerdo, ternera, pescado, pollo, etc.) hechas en Asia difieren significativamente en la textura de sus equivalentes de origen europeo. En lugar de picar la carne y formar las bolas, la carne se machaca, siendo también a menudo el caso de los rellenos de los platos al vapor. Este proceso es lo que proporciona una textura suave a las albóndigas. A diferencia del picado, el machacado desenrolla y estira las fibras previamente enrolladas y enredadas de la carne.

## Hong Kong

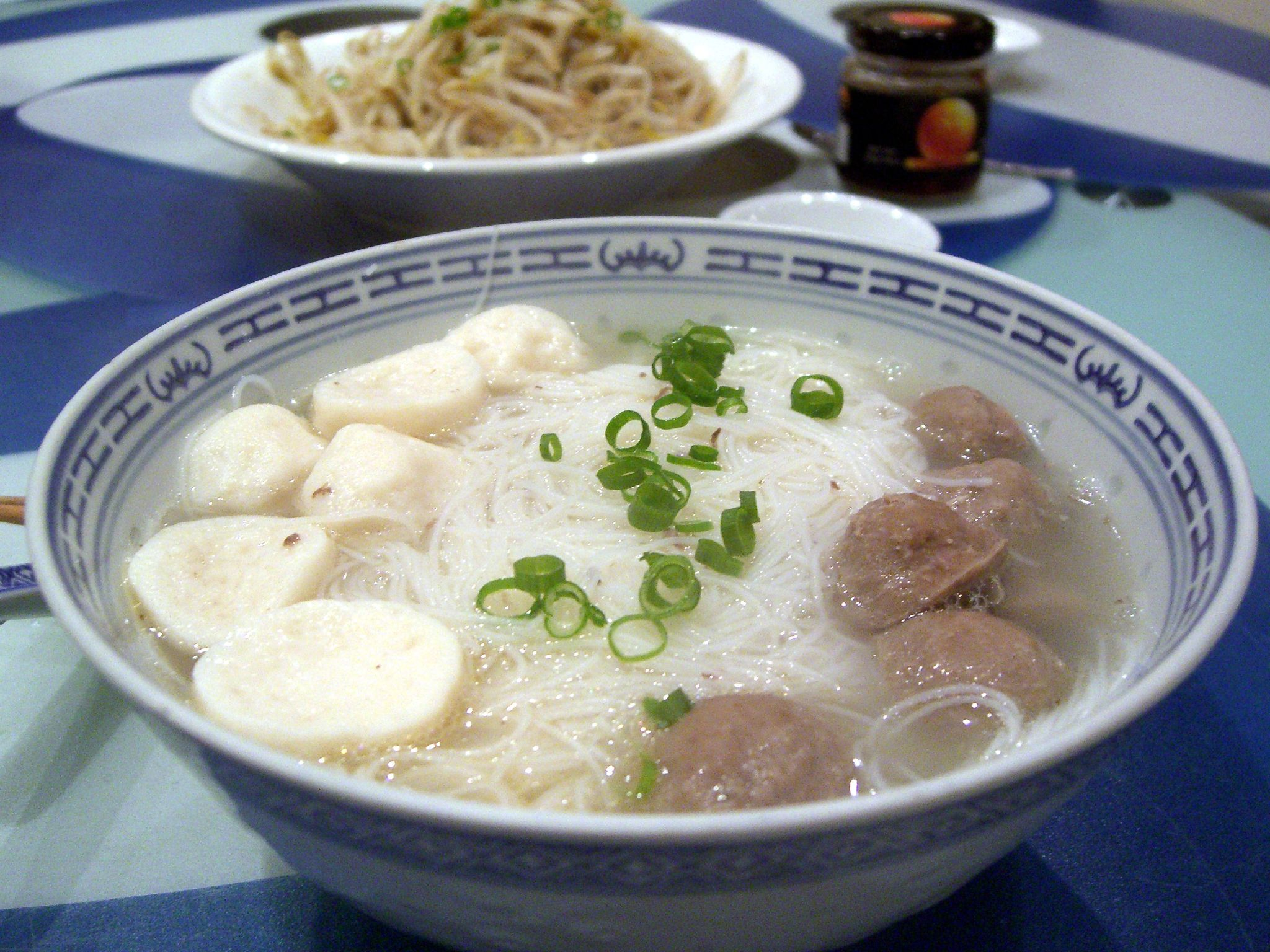
Vermicelli de arroz con bolas de pescado y ternera.

Las bolas de ternera suelen mezclarse con wanton mee y otros fideos de bola de pescado. Están disponibles en los mercados tradicionales y en supermercados. Las bolas de ternera son también un ingrediente popular para los platos hot pot, teniendo gran variedad de usos en la gastronomía de China.